# Jimmy Carter Man from Plains
Jimmy Carter Man from Plains is een Amerikaanse documentaire uit 2007, geschreven en geregisseerd door Jonathan Demme en uitgebracht door Participant Media.
De documentaire volgt voormalig president Carter op zijn boektournee na het uitkomen van zijn controversiële boek Palestine: Peace Not Apartheid en tijdens activiteiten voor zijn stichting de Carter Foundation. Voor de promotie van het boek geeft Carter interviews aan kranten, tijdschriften en talkshows; onder andere CNN, PBS, Air America Radio, NPR, Chicago Life, Los Angeles Times en The Tonight Show met Jay Leno.
De film debuteerde op het Toronto International Film Festival op 10 september 2007. Hij won drie prijzen op het Filmfestival van Venetië: de FIPRESSCI-Prijs, de EIUC Award en de Biografilm Award.
De film scoorde een waardering van 79% op Rotten Tomatoes.